# Johan Lindgren (företagsledare)
Johan Lindgren, född 1957 i Stockholm, är en svensk företagsledare, och VD för Eniro 2010-2014. 
Lindgren har varit finanschef för Uninor, Telenors Indien samriskföretag, VD för Telenor Sverige, Finanschef Bredbandsbolaget och Finanschef på Modern Times Group. Lindgren har examen i ekonomi från Stockholms universitet.